# Roy Newsome
Dr. Roy Newsome (Elland, graafschap West Yorkshire, 17 juli 1930 – Bury, 10 oktober 2011) was een Brits componist, arrangeur, muziekpedagoog, dirigent en kornettist.

## Levensloop
Newsome werd al op tienjarige leeftijd als kornettist lid van de Elland Silver Brass Band en werd op 21-jarige leeftijd hun dirigent. Hij studeerde aan de Universiteit van Durham en behaalde aldaar zijn Bachelor of Music. Zijn studies voltooide hij aan de Universiteit van Salford in Salford en promoveerde tot Ph.D. (Philosophiæ Doctor) met een proefschrift over de geschiedenis en de ontwikkeling van de brassbands in Groot-Brittannië.
Als dirigent was hij verbonden aan de Black Dyke Mills Band (1966-1977), Besses o' th' Barn (1978-1985), Fairey Engineering Band (1986-1989) en de Sun Life Band (1989-1996). Met deze vooraanstaande brassbands beleefde hij vele hoogtepunten inclusief vijf winnende uitvoeringen tijdens de "British Open Championships" en een winnende uitvoering tijdens de "National Brass Band Championships". De vijf winnende uitvoeringen waren met vier verschillende brassbands. Verder won hij met ieder van deze bands de titel BBC Band of the Year van de British Broadcasting Corporation. Gedurende 17 jaar was hij chef-dirigent van de National Youth Brass Band of Great Britain. Als gastdirigent was hij verbonden aan de Black Dyke Mills Band, Queensbury, de Grimethorpe Colliery Band, de Yorkshire Building Society Brass Band, Bradford, de Foden's Band, Sandbach in Cheshire East en de Leyland Band. Ook brassbands uit de lagere afdelingen was hij een adviseur in de voorbereiding van de kampioenschappen. Rond 30 jaar was hij ambassadeur in zaken van de brassband-ontwikkeling als gastdirigent, docent en jurylid in alle vooraanstaande brassband centra in Groot-Brittannië, Europa, Australië, Verenigde Staten en Japan.
Hij was een veelgevraagd jurylid bij brassband kampioenschappen in de hele wereld inclusief de "British Open Championships", "British National Brass Band Championships", "Scottish Open Championships", de nationale kampioenschappen in Zwitserland, Nederland, België, Noorwegen, Australië en Nieuw-Zeeland alsook bij de Europese brassband-kampioenschappen.
Voor acht jaar was hij presentator van het programma "Listen to the Band" van BBC Radio 2.
Na de dood van Harry Mortimer werd hij voorzitter van de National Association of Brass Band Conductors (NABBC) en is eveneens bestuurslid van de Association of Brass Band Adjudicators.
Hij was muziekleraar zowel in het basisonderwijs alsook in het voortgezet onderwijs. Als docent was hij verbonden aan de Universiteit van Salford. Newsome is fellow van het Royal College of Organists en was piano docent aan het Royal College of Music in Londen. Hij is auteur van vijf gepubliceerde boeken over brassband ontwikkeling en geschiedenis en schrijft regelmatig belangrijke artikelen voor brassband magazines. Hij schrijft ook bijdragen voor cd brochures van brassbands.
Als componist en arrangeur publiceerde hij rond 100 werken. Voor zijn verdiensten werd hij in 1976 bekroond met de zilveren Medaille van de "Worshipful Company of Musicians" en in 1989 met een erediploma van de Universiteit van Salford. Tijdens de "All England Masters Championships" in 2000 werd hem de "Masters Dedicated Service Award" uitgereikt.

## Composities

### Werken voor brassband en harmonieorkest
- 1971 The Bass in the Ballroom, voor tuba solo en brassband (ook een versie voor harmonieorkest)[1]
- 1976 Hat Trick, voor drie Es tenorhoorns en brassband
- 1979 Dublin´s Fair City, fantasie voor eufonium solo en brassband[2]
- 1981 A Fantasy on Good King Wenceslas, voor brassband
- 1981 Ding Dong Merrily On High, voor brassband
- 1984 A Westwood Suite, voor brassband
  1. Ceremonial
  2. Interlude
  3. A Festival
- 1986 Father Neptune, voor bastrombone en brassband
- 1989 Tête-à-Tête, duet voor kornet en eufonium met brassband
- 1991 Believe me, if all those Endearing Young Charms
- 1991 Southern Cross, voor bariton en brassband
- 1995 Concertino Olympique, voor trombone solo en brassband
- 1995 Hilltop Holiday, voor flügelhorn solo en brassband
- 1995 Pateley Bridge March, voor brassband
- 1997 Berenice's Minuet, variaties voor eufonium solo en brassband
- 1997 Sounds of Switzerland, duet voor twee eufonium en brassband
- 1998 Basso Brazilio, voor tuba solo en brassband
- 1998 Neptune
- 2001 Variations on a Latin Theme, voor brassband
- A Dunwich Sifonietta
- A Fish Tail, voor brassband

- A Louis Chappius Suite
- A Piece of Cake, voor eufonium solo en brassband
- A Suite of Switzerland
- An Overture for Spring
- Annie Laurie, voor brassband
- Anniversary Hop
- Belmont, voor brassband
- Blow the Wind Southerly, voor trombone solo en brassband
- Christmas Sounds
- Concerto, voor piano en brassband
- Concorde, variaties over een origineel thema voor kornet solo en brassband
- Confoederatio Helvetica, ouverture voor brassband
- David's Hornpipe
- Daybreak Over Lake Frostad
- Dead Man's Cove, voor tuba solo en brassband
- Double Top, duet voor twee kornetten in bes en brassband
- Fantasia: The Land of the Poacher
- Fantasy on Swiss Airs, voor eufonium solo en brassband
- Fly over, voor brassband (ook een versie voor harmonieorkest)
- Free and easy, voor brassband
- Home on the Range, air en varitaties voor kornet solo en brassband
- Impressionen aus der Schweiz
- King Size March
- La Bella Marguerita, voor kornet solo en brassband
- La Legende du Chateau du Chillon
- Mountains O'mourne, voor eufonium solo en brassband
- NJBB-March

- Northwest Passage, voor brassband
- O.D.S. March
- Parliament Rock
- Restormel Castle, voor jeugdbrassband
- Royal Salute, fantasie voor brassband
- Saanemarsch
- Scenes du Lac
- Soft Shoe Shuffle for Two, duet voor kornet en eufonium met brassband
- Sound of Brass, suite
  1. March
  2. Lullaby
  3. Rondo
- Swiss Air
- Sylvia, voor tenorhoorn solo en brassband
- The B.B.O. March
- The Carousel, voor sopraankornet solo en brassband
- The Lass of Richmond Hill
- There is a Green Hill far away
- Three Great Hymns, voor brassband
  1. Richmond
  2. Eventide
  3. Praise My Soul the King of Heaven
- Three Hymn Tunes, voor brassband
  1. Sandon
  2. Aurelia
  3. Rimington

### Kamermuziek
- 1986 Father Neptune, voor bastrombone en piano
- 1995 Concertino Olympique, voor trombone en piano
- Home on the Range, air en variaties voor kornet en piano
- Two Contrasts, voor vier trombones
- Two London Scetches, voor koperkwintet

## Publicaties
- Brass roots: a hundred years of brass bands and their music, 1836-1936, Ashgate Publishing, Ltd., 1998. 262 p., ISBN 978-1-859-28168-0
- The modern brass band: from the 1930s to the new millennium, Ashgate Publishing, Ltd., 2006. 387 p., ISBN 978-0-7546-0717-5